# Obedišće
Obedišće is een plaats in de gemeente Križ in de Kroatische provincie Zagreb. De plaats telt 684 inwoners (2001).